# أندرو مارشال (لاعب كرة قدم كندية)
أندرو مارشال هو لاعب كرة قدم كندية كندي، ولد في 22 يونيو 1990 في Nanoose Bay ‏ في كندا.

## وصلات خارجية
- أندرو مارشال على موقع JustSportsStats.com (الإنجليزية)